# Пунгинское сельское поселение
Пу́нгинское се́льское поселе́ние — муниципальное образование в составе Верхошижемского района Кировской области России.
Центр — деревня Пунгино.

## История
Пунгинское сельское поселение образовано 1 января 2006 года согласно Закону Кировской области от 07.12.2004 № 284-ЗО.

## Население
| 2010 | 2012 | 2013 | 2014 | 2015 | 2016 | 2017 |
| ---- | ---- | ---- | ---- | ---- | ---- | ---- |
| 558  | ↘529 | ↘504 | ↗516 | ↘509 | ↗523 | ↗527 |
| 2018 | 2019 | 2020 | 2021 |      |      |      |
| ↘500 | ↗503 | ↘491 | ↘377 |      |      |      |

## Состав
В состав поселения входят 9 населённых пунктов (население, 2010):
- деревня Пунгино — 363 чел.;
- деревня Гребени — 3 чел.;
- село Илгань — 109 чел.;
- деревня Кадесниково — 7 чел.;
- кордон Лесничество — 31 чел.;
- деревня Котельное — 0 чел.;
- деревня Свобода — 4 чел.;
- деревня Скородум — 38 чел.;
- деревня Чернеево — 3 чел.
- деревня Заложане
- деревня Пунгино
- деревня Солоники